# スズキ・フロンテ800
フロンテ800（FRONTE 800）はかつて鈴木自動車工業（現・スズキ）が製造していた乗用車。

## 概要
スズキ初の小型乗用車として、1965年（昭和40年）12月に発売。同年10月発売の三菱・コルト800とともに、当時の国産大衆車であった800cc市場に進出し、トヨタ・パブリカ、ダイハツ・コンパーノ、マツダ・ファミリアと競合することとなった。
2ドアセダンのボディスタイルは、1963年（昭和38年）の第10回全日本自動車ショウ（後の東京モーターショー）出品車両と同様で、デザインは二輪車のコレダ・セルツインSB等を手がけたデザイン課係長佐々木享がY4計画として担当し、空力学的に優れた形状で前面投影面積を縮小し曲面ガラスが採用された。
エンジンはC10型 785 cc 水冷直列3気筒2サイクルを搭載し、最高出力41PS/4,000rpm、最大トルク8.1kgm/3,500rpmを発生する。左に30度傾けて縦置きマウントとし、駆動方式は前輪駆動 (FF) を採用。0 - 200m加速は13.9秒と、この当時の1,000ccクラス乗用車に近い加速性能であった。
サスペンションは前輪ウイッシュボーン/トーションバー、後輪はトレーリングアーム/トーションバーの4輪独立懸架であり、姿勢調節ボルトの調整によって車高調整が可能であった。
1966年（昭和41年）にリクライニングシート仕様が追加され、その後も毎年のように小改良を経て、1969年（昭和44年）に開催された第16回東京モーターショーの後に生産を終了した。当時の大衆車の主力クラスということもあり、各社が参入していて激戦区となったことで販売は伸びなかった。生産台数は2,717台、販売台数は2,612台。
これにより、スズキは1983年（昭和58年）に初代カルタスを発売するまでの間、日本国内の小型乗用車市場から一時的に撤退し、軽自動車に注力することとなる。

## 関連番組など
- さがせ!幻の絶版車 - レギュラー番組への道の枠で放送された、NHKのテレビ番組。2021年6月4日に本車が取り上げられた[2]。